# Medaille für Kuhpockenimpfung
Die Medaille für Kuhpockenimpfung wurde von König Wilhelm I. der Vereinigten Niederlande per Dekret vom 18. April 1818 als goldene Auszeichnung im Wert von 50 Gulden an Ärzte verliehen, die mindestens 100 Personen mit Kuhpocken geimpft hatten. Die Impfung mit den für Menschen vergleichsweise harmlosen Kuhpockenviren bot einen effektiven Schutz vor einer Erkrankung an Pocken, die bis zur Einführung flächendeckender Massenimpfungen regelmäßig zu schweren Epidemien mit hoher Sterblichkeit geführt hatten. 
Das Königreich Belgien behielt die Auszeichnung in dem ihm zugefallenen Teil der Niederlande bei.
Die Belgische Dekoration war auf der Vorderseite mit dem Königsbild versehen und von der Umschrift Leopold Premier Roi de Belges umgeben. Eine Kuh war auf der Rückseite der Medaille mit den Impfutensilien abgebildet und der Überschrifttext wies auf den Sinn der Medaille hin: Propagation de la Vaccine.